# The Radioactive Chicken Heads
A The Radioactive Chicken Heads egy amerikai, humoros jellegű együttes.

## Története
A zenekar 1993-ban alakult a kaliforniai Santa Anában, "Joe and the Chicken Heads" néven. Ezt a nevet 2004-ig használták, ezután The Radioactive Chicken Heads-re változtatták. Punk, ska-punk, comedy rock és heavy metal műfajokban játszanak. Fellépéseik közben csirkéknek és zöldségeknek öltözve jelennek meg. Az együttes által létrehozott mitológia alapján egy számítógépes játék, több Youtube-videó és egy televíziós pilot epizód is készült. A zenekar tagjai neve ismeretlenek, ugyanis mindig a karaktereik nevei alatt lépnek fel. Carrot Topp énekes az egyetlen, aki a mai napig képviseli a zenekart.

## Diszkográfia
Joe and the Chicken Heads néven
- El Pollo Loco (demó, 1994)
- Vomitzvah: Music to Puke By (demó, 1994)
- Divine Ingestion (demó, 1995)
- Divine Ingestion: 2nd Edition (demó, 1996)
- Bird Brains (demó, 1996)
- Joe and the Chicken Heads (demó, 1998)
- Keep on Cluckin' (album, 2000)
- Family Album (EP, 2002)

The Radioactive Chicken Heads néven
- Growing Mould (album, 2005)
- Music for Mutants (album, 2008)
- Poultry Uprising (album, 2009)
- Tales from the Coop (album, 2017)